# الساندرو میلسی (بازیکن فوتبال)
الساندرو میلسی (انگلیسی: Alessandro Milesi؛ زادهٔ ۲۱ دسامبر ۱۹۹۹) بازیکن فوتبال است.
وی همچنین در تیم‌های ملی فوتبال Peru national under-15 football team و زیر ۲۰ سال پرو بازی کرده‌است.